# NGC 2700
NGC 2700 is een ster in het sterrenbeeld Waterslang. Het hemelobject werd in 1877 ontdekt door de Duitse astronoom Ernst Wilhelm Leberecht Tempel.